# Sint-Norbertuskerk (Horst)
De Sint-Norbertuskerk is een voormalige rooms-katholieke kerk in Horst (Limburg). Het is een moderne, naoorlogse kerk, en is 1962, naar ontwerp van Hans Koldewey gebouwd. De kerk is gewijd aan de heilige Norbertus.

## Bouwgeschiedenis
In de jaren 50 (van de twintigste eeuw) was er sprake van een nieuwe wijk. De gemeente had een plan klaarliggen van 1200 woningen te gaan bouwen in het uitbreidingsgebied Veld-Oostenrijk. In 1958 werd door deken Debije bekendgemaakt, dat deze wijk een eigen kerk zou krijgen. Vanaf begin jaren 60 werden er inzamelacties gehouden om geld te verdienen voor de nieuw te bouwen kerk. Kapelaan Theunissen van de Sint Lambertusparochie bezocht samen met Debije en Hoogers de kerken van architect Koldewey in Hilversum en Amersfoort. Ze zochten een grote kerkruimte zonder pilaren. Hierbij stond de kerk van Malden model. De nieuwe kerk werd vernoemd naar de Heilige Norbertus van Gennep. Dit werd zo gekozen, omdat Theunissen uit Gennep afkomstig was.
De eerste ontwerpen van Koldewey werd in 1961 door de WGA en de BBC besproken. Er werd positief op gereageerd, maar toch had men enkele bedenkingen. Bijvoorbeeld: over de plaatsing van het altaar, de biechtstoelen en de ingang van de kerk.
In januari 1962 kwamen de tweede ontwerpen binnen. Deze plannen werden goedgekeurd. Tegen de zuidgevel van de kerk werden in de vorm van twee patiobungalows de pastorie en de kapelanie gebouwd.
In de herfst van 1962 werd begonnen met de bouw. Het werk werd aan het Horster bedrijf Haegens-Martens gegund. De totale kosten van de bouw waren: 393.680 gulden.
In april 1963 vond de eerstesteenlegging plaats. In december 1963 was de kerk klaar, en kon deze in gebruik genomen worden.
Jan Koldewey (de broer van de architect) ontwierp het doopvont, tabernakel, processiekruis en de kandelaars.
Het grote gebrandschilderde raam aan de voorkant van de kerk werd ontworpen door Jacques Frenken. Deze mooie ramen worden beschouwd als hoogtepunt in zijn oeuvre.

## Veranderingen aan de kerk
In 1990 vroeg de toenmalige pastoor toestemming om onder het oksaal een dagkapel te bouwen, die de gehele dag open kon zijn. Het plan werd goedgekeurd. Architect Berkemeijer tekende het ontwerp.

## Toekomst
Het kerkbestuur heeft bij het bisdom toestemming gevraagd en gekregen om de Norbertuskerk aan de eredienst te onttrekken. Op zondag 30 januari 2011 vindt de laatste heilige mis plaats in de kerk. Na de viering zal de Godslamp gedoofd worden, het altaar wordt ontkleed en de heilige hosties worden overgebracht naar de St. Lambertuskerk.
Alle parochianen vanuit de Norbertusparochie zijn van harte uitgenodigd om in de toekomst de missen in de St. Lambertuskerk (of in andere kerken) te bezoeken. De pastorale zorg voor de mensen in de Norbertusparochie blijft gewaarborgd door het priesterteam.
De toekomst van het kerkgebouw is nog onduidelijk. Het kerkbestuur is in gesprek met Scholengroep Dynamiek voor een herbestemming als schoolgebouw. Er is hierin nog geen definitief besluit genomen.
De drie luidklokken (in 1963 gegoten), werden op 11 mei 2012 uit de toren getakeld. De klokken krijgen een nieuwe bestemming in een nieuw te bouwen kerk in Urk.